# Bogutevo
Bogutevo (bulgariska: Богутево) är en ort och ett distrikt i Bulgarien.   Det ligger i kommunen Obsjtina Tjepelare och regionen Smoljan, i den centrala delen av landet, 160 km sydost om huvudstaden Sofia.
I omgivningarna runt Bogutevo växer i huvudsak blandskog. Runt Bogutevo är det ganska glesbefolkat, med 23 invånare per kvadratkilometer.